# Municipio de Johnson (condado de Maries)
El municipio de Johnson (en inglés: Johnson Township) es un municipio ubicado en el condado de Maries en el estado estadounidense de Misuri. En el año 2010 tenía una población de 1348 habitantes y una densidad poblacional de 7,94 personas por km².

## Geografía
El municipio de Johnson se encuentra ubicado en las coordenadas 38°6′1″N 91°43′11″O / 38.10028, -91.71972. Según la Oficina del Censo de los Estados Unidos, el municipio tiene una superficie total de 169.78 km², de la cual 169.14 km² corresponden a tierra firme y (0.38%) 0.64 km² es agua.

## Demografía
Según el censo de 2010, había 1348 personas residiendo en el municipio de Johnson. La densidad de población era de 7,94 hab./km². De los 1348 habitantes, el municipio de Johnson estaba compuesto por el 97.48% blancos, el 0.15% eran afroamericanos, el 0.67% eran amerindios, el 0.07% eran asiáticos, el 0.07% eran isleños del Pacífico, el 0.22% eran de otras razas y el 1.34% pertenecían a dos o más razas. Del total de la población el 0.37% eran hispanos o latinos de cualquier raza.